# Nicolla extrema
Nicolla extrema är en plattmaskart. Nicolla extrema ingår i släktet Nicolla och familjen Opecoelidae. Inga underarter finns listade i Catalogue of Life.